# Bernardo III d'Alvernia
Bernardo d'Alvernia (... – dopo il 932) fu conte d'Alvernia dal 927 al 932.

## Origine
Era figlio del conte di Razès Alfredo I di Carcassonne (?-905) e di Adalinda o Adelaide, figlia del duca di Settimania, conte di Autun, conte di Rodez, conte d'Alvernia e conte di Tolosa, Bernardo Piede di Velluto.
Bernardo era quindi fratello di Alfredo e Guglielmo il Giovane e nipote di Guglielmo il Pio o il Vecchio, come risulta da un documento del cartolario del monastero di Cluny, datato 2 ottobre 927.

## Biografia
Bernardo viene ricordato in un documento dell'abbazia Saint-Julien de Brioude, datato 11 ottobre 927, per una donazione del fratello Alfredo il Giovane fatta allo stesso monastero, intercedendo per le anime dei genitori, dello zio e del fratello Guglielmo.
Alla morte del fratello, poco dopo nello stesso 927, Alfredo il Giovane gli successe nel titolo di conte d'Alvernia, come riportato da Étienne Baluze nella sua Histoire généalogique de la maison d'Auvergne (ed. 1708). Durante il regno (923-936) di Rodolfo di Francia, Bernardo viene ricordato in un documento di una donazione all'abbazia Saint-Julien de Brioude come conte d'Alvernia.

Comunque ebbe a sostenere il confronto con Ebalus il Bastardo, erede di suo fratello Alfredo per quanto concerne il ducato d'Aquitania, come riportato da Alfred Richard nella Histoire des Comtes de Poitou (ed. 1903), che verso il 932 riuscì a riunificare la contea d'Alvernia al suo ducato.
Della morte di Bernardo non si hanno notizie precise.

## Discendenza
Bernardo aveva sposato Blitsenda (?- dopo il 937, anno in cui è citata in un documento di donazione), come risulta da un documento del 960, in cui il nipote Gerardo ricorda i propri nonni, Bernardo e Blitsenda, come riportato da Étienne Baluze nell'Histoire généalogique de la maison d´Auvergne (ed. 1708). Bernardo e Blitsenda ebbero tre figli:
- Stefano, molto probabilmente premorto al padre,
- Bernardo (?- dopo il 937, anno in cui è citato in un documento di donazione),[1] citato come conte in vari documenti, come riportato da Étienne Baluze nell'Histoire généalogique de la maison d´Auvergne (ed. 1708).[1] Da suo figlio Gerardo discesero i visconti di Vienne, poi signori di Tours.[3]
- Eustorgio, ricordato in una donazione assieme al padre Bernardo.[1]

### Letteratura storiografica
- Louis Alphen, Francia: Gli ultimi Carolingi e l'ascesa di Ugo Capeto (888-987), in «Storia del mondo medievale», vol. II, 1979, pp. 636–661
- (FR)  Claude Devic e Joseph Vaissette, Histoire générale de Languedoc Google Books Vol. 1 (1840), Vol. 2 (1840), Vol. 3 (1841), Vol. 4 (1749), Vol. 5 (1842), Vol. 6 (1843), Vol. 7 (1843), Vol. 8 (1844), Vol. 9 (1845)